# 툴롱 해전 (1744년)
툴롱 해전(The naval Battle of Toulon) 혹은 시시에 곶 해전(Battle of Cape Sicié)은 1744년 2월 22일과 23일(그레고리우스력) 오후 1시 30분부터 5시경까지 벌어진 전투로 지중해에 있는 프랑스의 해안 툴롱 앞바다에서 벌어진 전투이다.(시시에 곶은 툴롱 근처이다.) 스페인 호위함이 영국의 지중해 함대를 패퇴시켰다. 프랑스 함대는 영국 함대가 퇴각하던 전투 종반부에야 전장에 도착하였다.

## 교전
2월 22일 토마스 매튜가 지휘하는 30척의 영국 함대는 27척으로 이루어진 프랑스-스페인 연합함대의 후방을 공격하였는데, 프랑스군의 전위와 중군은 전투지역에서 멀리 떨어져 있었다. 매튜 제독은 프랑스 함대를 따라가 전투를 벌이며, 이 전투는 오스트리아 왕위 계승 전쟁의 일환이라고 선포하였다. 스페인-프랑스 연합함대의 후방에는 돈 후안 호세 나바로 휘하의 12척의 스페인 함대가 배치되어 있었다. 오후 5시 양측은 어느 정도 거리를 둔 채 전투를 벌일 시기를 가늠하기 시작했고, 양측은 다음날 멀리서 서로를 공격하기 시작했으나 영국군의 피해가 더 컸고, 프랑스 함대가 스페인 동맹군을 지원하기 위해 선회하였기 때문에 영국군은 퇴각할 수밖에 없었다. 결국 2월 24일 매튜는 이탈리아로 퇴각하였다.
함대 부사령관 리처드 레스토크는 이 전투에 대한 항의의 의미로 매튜를 포함한 대다수의 영국함대 장교들을 군법 회의에 소환할 것을 조지 2세에게 청원하였다. 레스토크의 전투 불참가에 대해 항의한 매튜와 장교들에게 레스토크는 매튜의 신호가 "전열을 구성하여 교전하라"라고 한 것을 지적하고, 전열에 아직 가담하지 않은 후위함대에게 교전의 의무는 없다고 주장했다. 오히려 매튜가 완성되지 않은 전열을 무너뜨리고 적 함대를 공격한 것이 군기를 위반했다고 주장한 것이다. 그 결과 레스토크는 무죄가 되었고, 오히려 매튜와 장교들이 해군에서 해고되었다. 이 일로 규칙의 준수와 임기응변에 대한 문제에 커다란 영향을 끼치게 되었다.

## 전투서열

### 프랑스 함대
| 함선명                               | 대포 | 각주                                              |
| ------------------------------------ | ---- | ------------------------------------------------- |
| 전위(Van)                            |      |                                                   |
| 보레(Boree)                          | 64   |                                                   |
| 톨로사(Tolosa)                       | 60   |                                                   |
| 티그르(Tigre)                        | 50   |                                                   |
| 에올(Eole)                           | 64   |                                                   |
| 알시옹(Alcion)                       | 56   |                                                   |
| 뒤크 도를레앙(Duc d'Orleans)         | 68   |                                                   |
| 에스푸아(Espoir)                     | 74   | 돈 가바레의 기함                                  |
| 중앙(Center)                         |      |                                                   |
| 트리당(Trident)                      | 64   |                                                   |
| 외뢰(Heureux)                        | 60   |                                                   |
| 아킬롱(Aquilon)                      | 44   |                                                   |
| 솔리드(Sólide)                       | 64   |                                                   |
| 디아망(Diamant)                      | 50   |                                                   |
| 피르메(Firme)                        | 70   |                                                   |
| 테리블(Terrible)                     | 74   | 기함                                              |
| 상티 스피리투스(Sancti Spiritus)     | 68   |                                                   |
| 세리외(Serieux)                      | 64   |                                                   |
| 후위(Rear)                           |      |                                                   |
| 오리엔테(Oriente*)                   | 60   |                                                   |
| 아메리카(América*)                   | 60   |                                                   |
| 넵투노(Neptuno*)                     | 60   |                                                   |
| 포데르(Poder*)                       | 60   | 대파한 상태에서 포획되었으나 탈환. 다음날 침몰함. |
| 콘스탄테(Constante*)                 | 70   |                                                   |
| 레알 펠리페(Real Felipe*)            | 114  | 후안 호세 나바로의 기함.                          |
| 에르쿨레스(Hércules*)                | 64   |                                                   |
| 브릴란테(Brillante*)                 | 60   |                                                   |
| 알콘(Halcón*)                        | 60   |                                                   |
| 산 페르난도(San Fernando*)           | 64   |                                                   |
| 소베르비오(Soberbio*)                | 60   |                                                   |
| 산타 이사벨(Santa Isabel*)           | 80   |                                                   |
| 3척 프리깃함, 2척 화공선, 1척 병원선 |      |                                                   |
| * 표시는 스페인 함대를 나타냅니다.   |      |                                                   |

### 영국 함대 (토마스 매튜)
| 함선명                                 | 대포 | 각주                          |
| -------------------------------------- | ---- | ----------------------------- |
| 전위(Van)                              |      |                               |
| 채텀(Chatham)                          | 50   |                               |
| 나사우(Nassau)                         | 70   |                               |
| 치체스터(Chichester)                   | 80   |                               |
| 보인(Boyne)                            | 80   |                               |
| 바르플뢰르(Barfleur)                   | 90   | 로울리 기함                   |
| 프린세스 캐롤라이나(Princess Carolina) | 80   |                               |
| 베릭(Berwick)                          | 70   |                               |
| 스털링 캐슬(Stirling Castle)           | 70   |                               |
| 베드포드(Bedford)                      | 70   |                               |
| 중앙(Center)                           |      |                               |
| 드래곤(Dragon)                         | 60   |                               |
| 로열 오크(Royal Oak)                   | 70   |                               |
| 프린세스(Princess)                     | 70   |                               |
| 서머셋(Somerset)                       | 80   |                               |
| 노포크(Norfolk)                        | 80   |                               |
| 말버러(Marlborough)                    | 90   |                               |
| 도싯셔(Dorsetshire)                    | 80   |                               |
| 에식스(Essex)                          | 70   | 리처드 노리스(Richard Norris) |
| 루퍼트(Rupert)                         | 60   |                               |
| 나뮈르(Namur)                          | 90   | 기함                          |
| 후위(Rear)                             |      |                               |
| 솔즈베리(Salisbury)                    | 50   |                               |
| 롬니(Romney)                           | 50   |                               |
| 됭케르크(Dunkirk)                      | 60   |                               |
| 리벤지(Revenge)                        | 70   |                               |
| 케임브리지(Cambridge)                  | 80   |                               |
| 넵튠(Neptune)                          | 90   | 레스토크의 기함.              |
| 토베이(Torbay)                         | 80   |                               |
| 러셀(Russell)                          | 80   |                               |
| 버킹엄(Buckingham)                     | 70   |                               |
| 엘리자베스(Elizabeth)                  | 70   |                               |
| 킹스톤(Kingston)                       | 60   |                               |
| 옥스포드(Oxford)                       | 50   |                               |
| 워릭(Warwick)                          | 60   |                               |
| 3척 프리깃함, 3척 화공선, 3척 버건틴   |      |                               |